# Opactwo na Świętym Krzyżu
Opactwo na Świętym Krzyżu (inaczej opactwo świętokrzyskie lub łysogórskie) – zespół klasztorny założony przez benedyktynów, położony na Świętym Krzyżu (Łysej Górze), w Nowej Słupi. Przechowywane w nim są relikwie Krzyża Świętego, od których opactwo i wzgórze wzięło swoją nazwę. Od 1936 klasztor zamieszkuje Zgromadzenie Misjonarzy Oblatów Maryi Niepokalanej.

## Historia

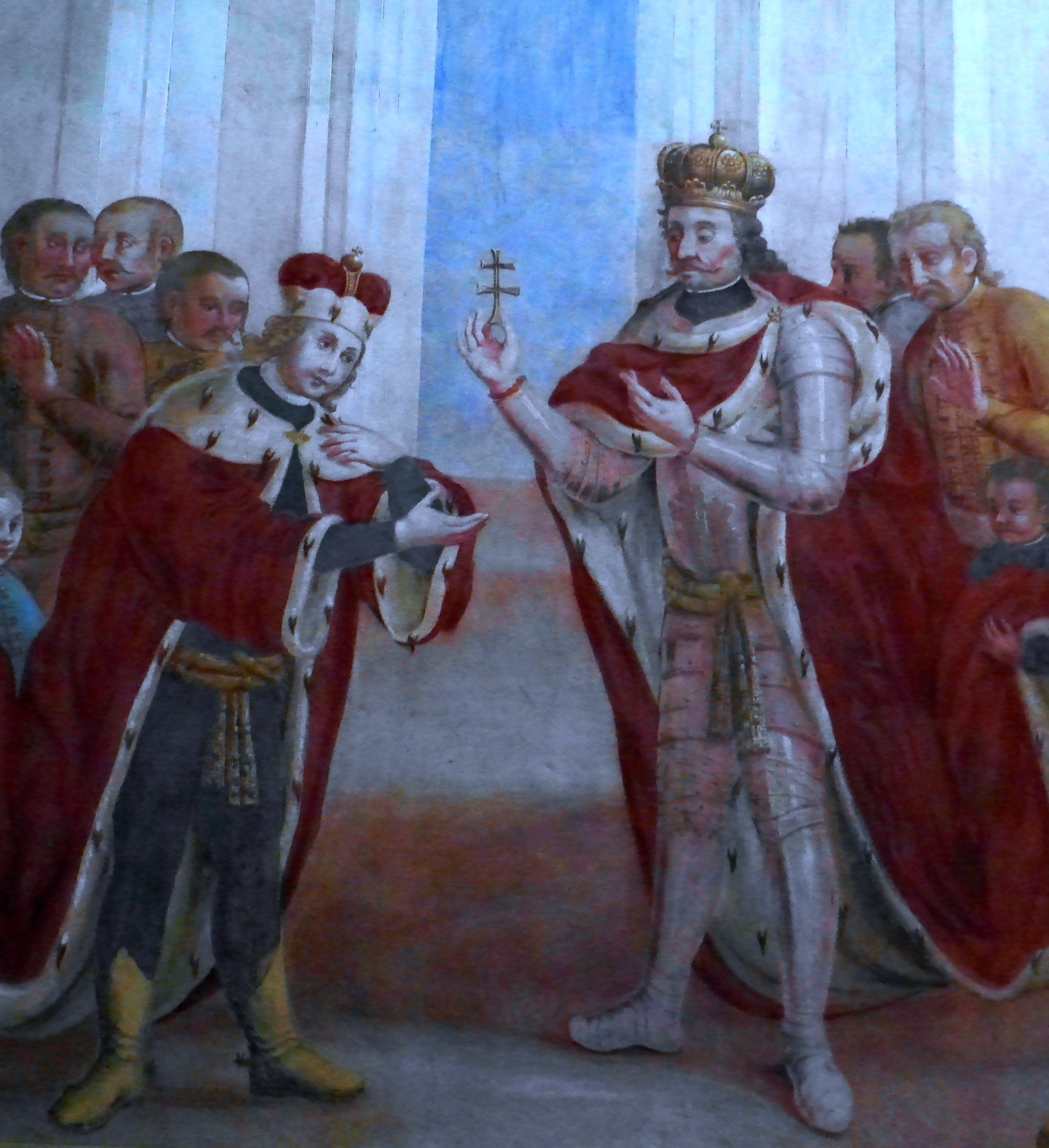
Król
Węgier Stefan I Święty przekazuje Świętemu Emerykowi Relikwie Krzyża Świętego, fresk Macieja Reichana z 1782 roku w Kaplicy Oleśnickich

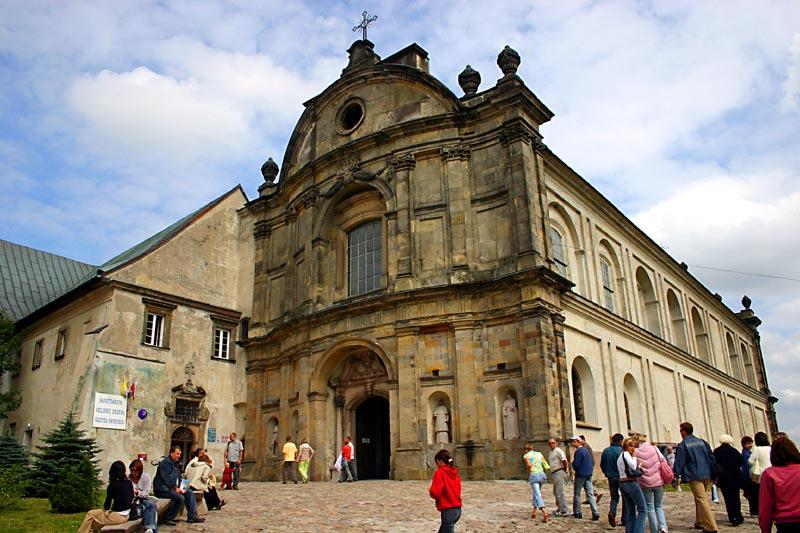
Kościół klasztorny przed odbudową wieży.

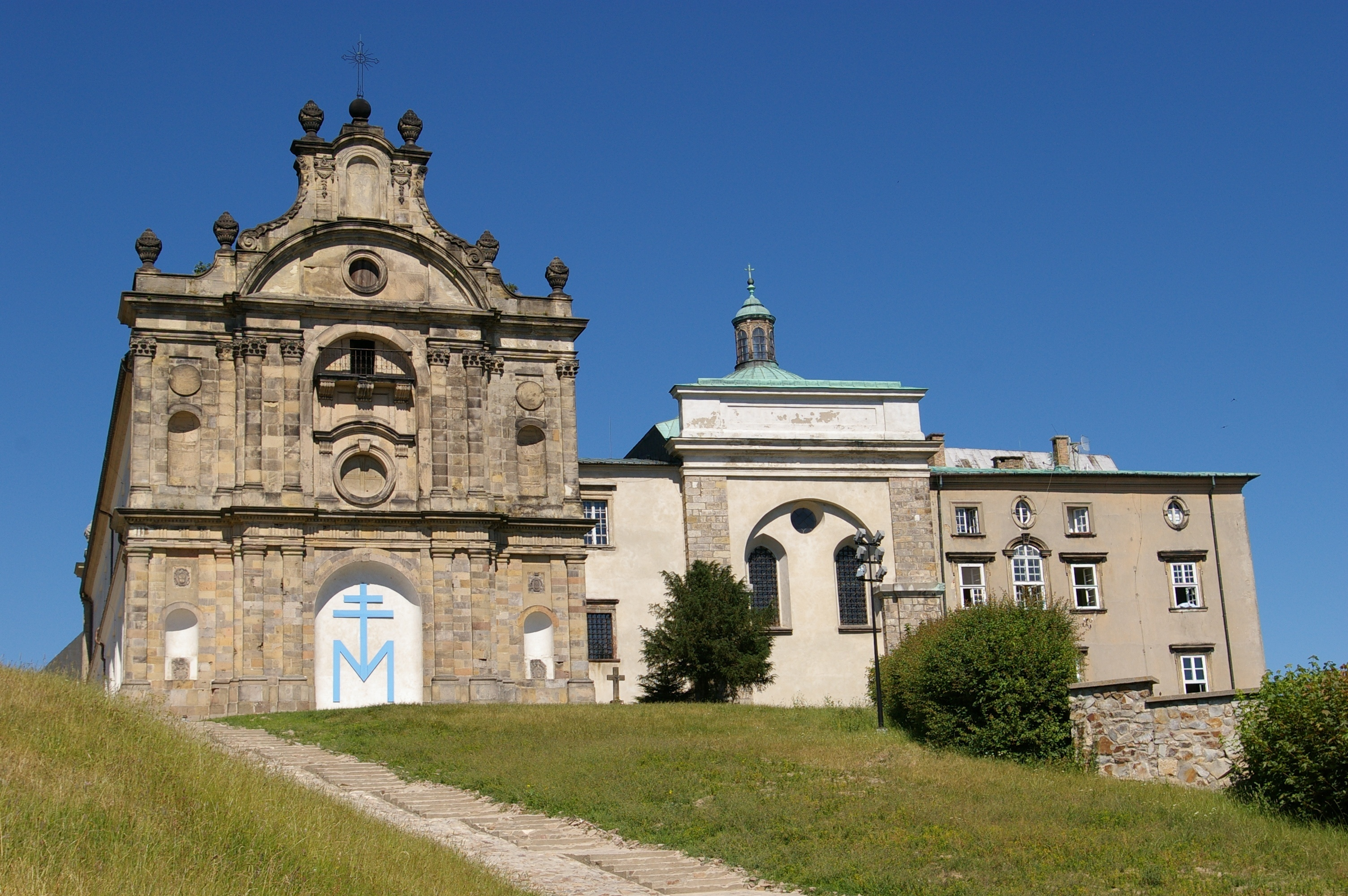
Widok od wschodu

Data założenia opactwa benedyktynów na Łysej Górze nie jest znana. Tradycja benedyktyńska przypisuje fundację Bolesławowi Chrobremu w 1006 roku. Pewnym jest, że klasztor i romański kościół ufundowane zostały pomiędzy latami 1102-1138 przez Bolesława Krzywoustego. Początkowo pw. Świętej Trójcy, od XV wieku pw. Świętego Krzyża, po tym gdy w 1306 książę Władysław Łokietek przekazał łysogórskim benedyktynom relikwie drzewa Krzyża Świętego (przechowywane od XVIII wieku w kaplicy Oleśnickich i wg legendy podarowane przez Emeryka, królewicza z Węgier). Nie jest jasne czy podczas II najazdu mongolskiego na Polskę w 1259 roku Mongołom udało się zdobyć opactwo na Łyścu.
W połowie XV wieku opat Michał z Lipia przy finansowym wsparciu króla Kazimierza Jagiellończyka rozbudował romański kościół o gotyckie prezbiterium i zakrystię oraz o nową część od zachodu, a kardynał Zbigniew Oleśnicki sfinansował budowę nowego chóru i ołtarza głównego, które poświęcono 12 marca 1455 r. Udział Oleśnickiego polegał też prawdopodobnie na przesklepieniu nawy i klasztornych krużganków. W 1459 roku pożar zniszczył klasztor i prawdopodobnie wkrótce potem zbudowano istniejące do dzisiaj gotyckie krużganki wokół wirydarza. W tym też okresie zakonnik Andrzej ze Słupi skopiował w opactwie zbiór utworów znanych jako Pieśni Łysogórskie, uznawanych za jeden z najstarszych dokumentów stworzonych w języku polskim. W 1491 roku opat Maciej z Pyzdr dobudował od północy klasztoru nowe skrzydło na infirmerię (szpital) i aptekę.
W okresie panowania dynastii Jagiellonów, opactwo było najważniejszym sanktuarium religijnym w Królestwie Polskim. Siedmiokrotnie odwiedzał je Władysław Jagiełło (m.in. w drodze na koronację w Krakowie oraz w drodze pod Grunwald), dziesięciokrotnie przebywał w klasztorze król Kazimierz Jagiellończyk, sześciokrotnie król Zygmunt Stary, trzykrotnie król Zygmunt August.
W 1607 roku po pokonaniu rokoszan w bitwie pod Guzowem do opactwa przybył Zygmunt III Waza. W latach 1611–1620 w miejscu kapitularza zbudowano barokową Kaplicę Oleśnickich.
W 1643 roku opat Stanisław Sierakowski rozpoczął przebudowę kościoła dodając do fasady gotyckiego korpusu dwie barokowe wieże, wczesnobarokową kamieniarkę odrzwi i okien o wysokim poziomie artystycznym i od południa kaplicę Matki Boskiej Bolesnej. W 1655 roku kościół złupili Szwedzi, którzy wymordowali część zakonników. Dnia 22 marca 1661 roku, jak podawała najstarsza polska gazeta Merkuriusz Polski Ordynaryjny, król polski Jan II Kazimierz Waza wraz z małżonką oraz dworem zmierzając do Warszawy wstąpił do sanktuarium.
W roku 1690 papież Aleksander VIII obłożył opata Aleksandra Benedykta Wyhowskiego i opactwo ekskomuniką, którą zdjęto około 1706 r. Od 1709 opactwo stało się centrum polskiej kongregacji benedyktyńskiej św. Krzyża.
W latach 1686–1701 zbudowano zachodnie skrzydło klasztorne z nowym refektarzem (później więzienie, obecnie muzeum). W 1704 roku, podczas III wojny północnej klasztor ponownie został zajęty przez wojska szwedzkie. W październiku 1777 roku gotycko-barokowy kościół i klasztor spłonęły w pożarze. Wkrótce przystąpiono do budowy trzeciego kościoła w stylu barokowo-klasycystycznym, który wybudowano w latach 1781-1789 i konsekrowano w 1806 r.
W 1819 roku dnia 6 czerwca nastąpiła supresja klasztorów w Polsce na mocy bulli Piusa VII z dnia 30 czerwca 1818 roku. Dnia 29 maja roku 1819 delegaci komisji województwa sandomierskiego stawili się na Św. Krzyżu przedstawiając dekret arcybiskupa Malczewskiego delegata apostolskiego w sprawie okupacji i suprymacji klasztoru. W latach 1852–1865 mieścił się tu dom poprawczy dla tzw. Księży Zdrożnych. W styczniu 1863 roku w opactwie stacjonowali powstańcy styczniowi.
W 1884 roku rosyjscy zaborcy przekształcili opactwo w ciężkie więzienie kryminalne. W 1914 roku Austriacy wysadzili wieżę kościelną. Od 1936 mieścił się tu klasztor i nowicjat Misjonarzy Oblatów Maryi Niepokalanej, jednak w budynku dzisiejszego muzeum do 1939 roku nadal funkcjonowało "Więzienie ciężkie". Do 1937 roku osadzony w nim był Sergiusz Piasecki, który w celi zaczął pisać słynną powieść "Kochanek Wielkiej Niedźwiedzicy". We wrześniu 1939 roku klasztor został zbombardowany przez Luftwaffe i częściowo zniszczony. W latach 1941–1944 Niemcy w klasztorze więzili jeńców radzieckich. Po wojnie obiekt został udostępniony do zwiedzania.
16 czerwca 2013 sanktuarium podniesiono do godności bazyliki mniejszej. W 2014 roku ukończono rekonstrukcję kościelnej wieży autorstwa architekta Władysława Markulisa. W grudniu 2021 część obszaru Opactwa zostało wyłączone z terenu Świętokrzyskiego Parku Narodowego. 24 listopada 2023 Narodowy Bank Polski wprowadził do obiegu monetę pięciozłotową z wizerunkiem obiektu (seria "Odkryj Polskę").

## Architektura

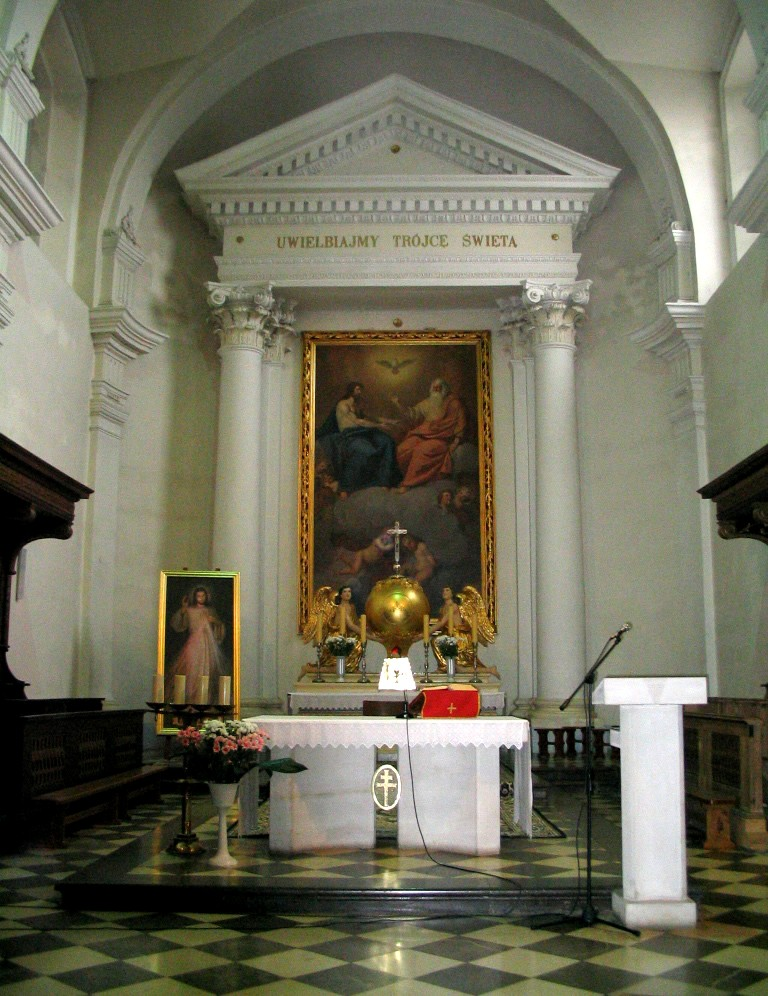
Ołtarz główny

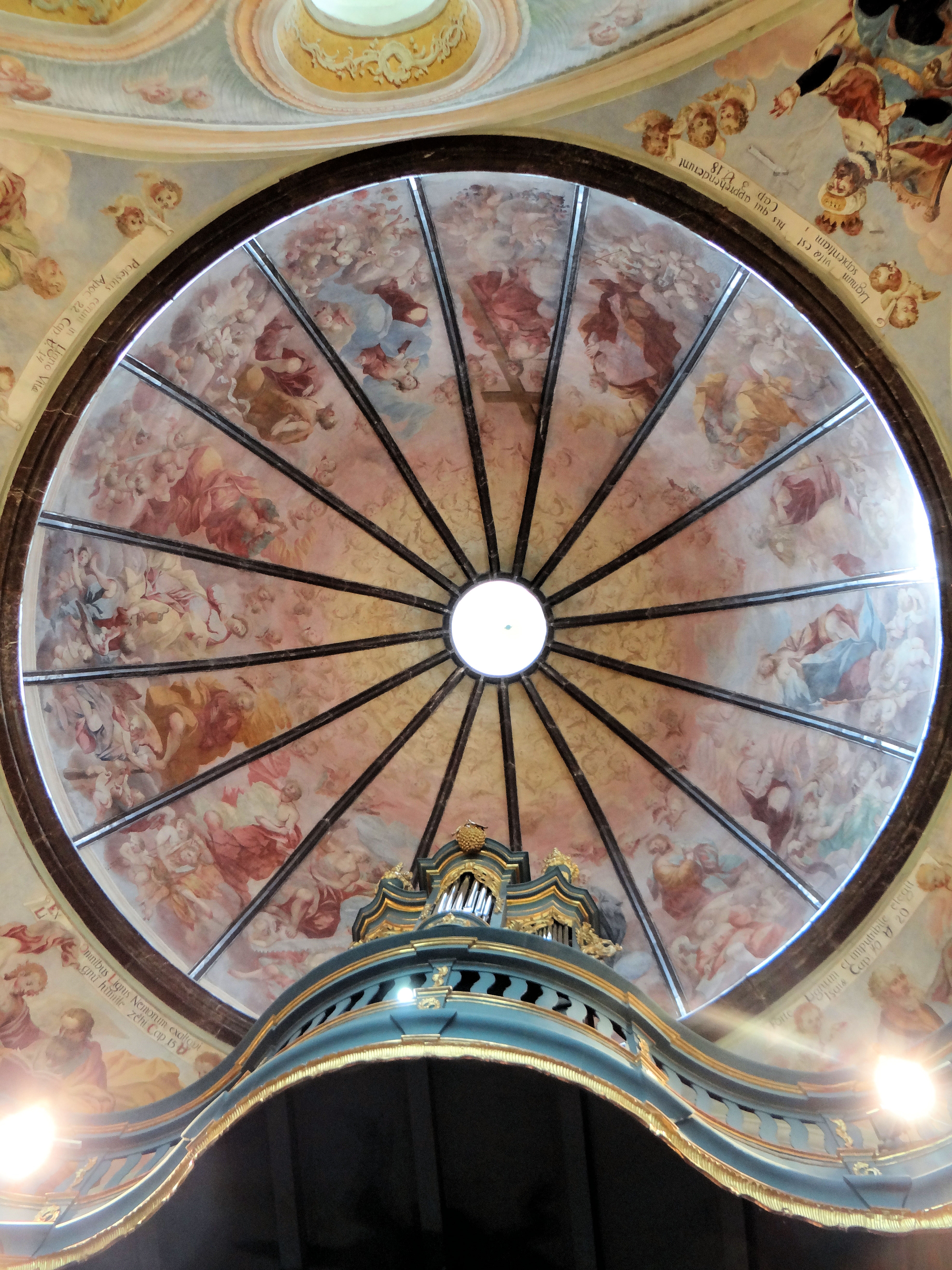
Kaplica Oleśnickich – polichromia z XVIII w.

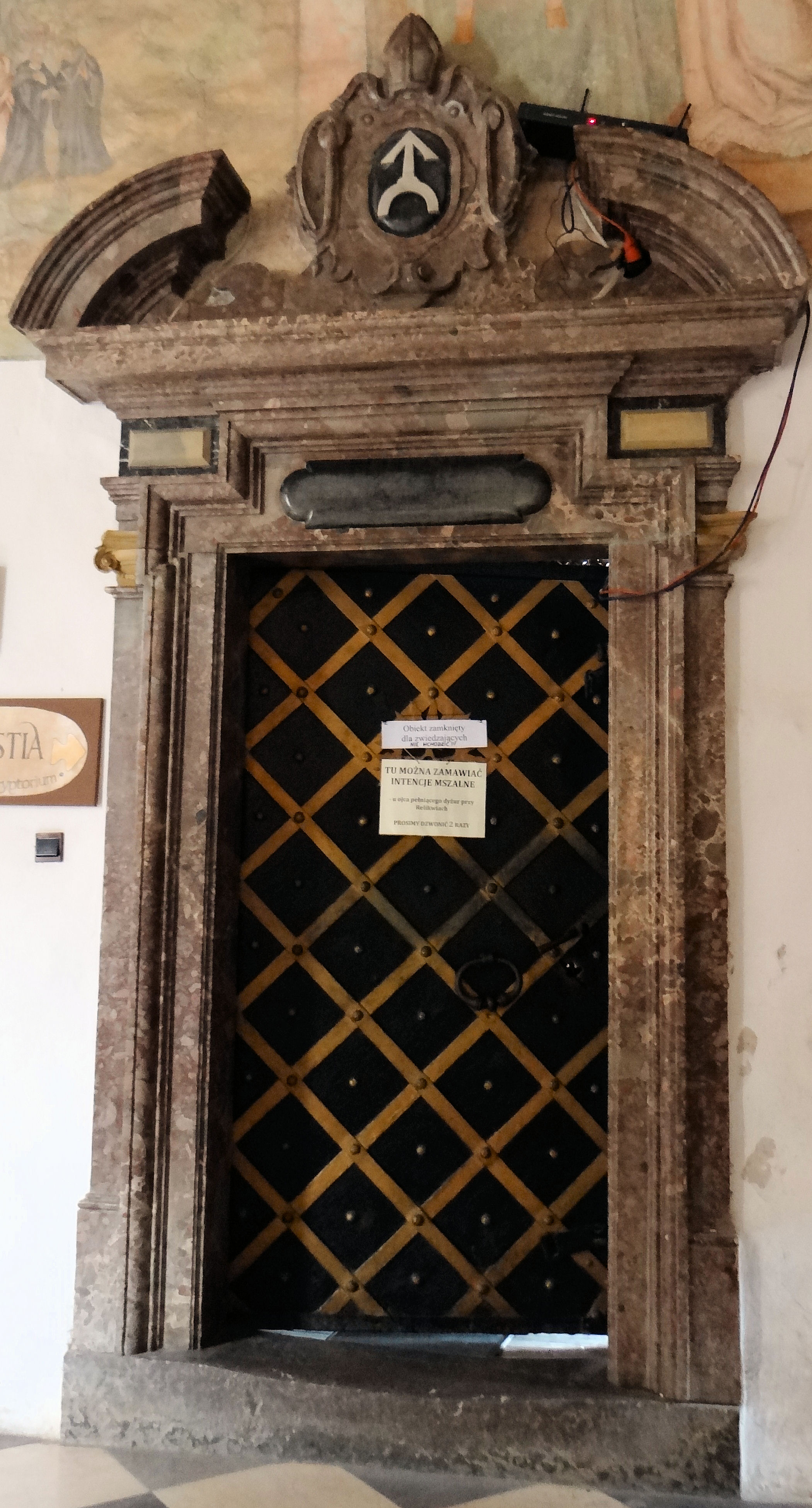
Portal barokowy do Zakrystii

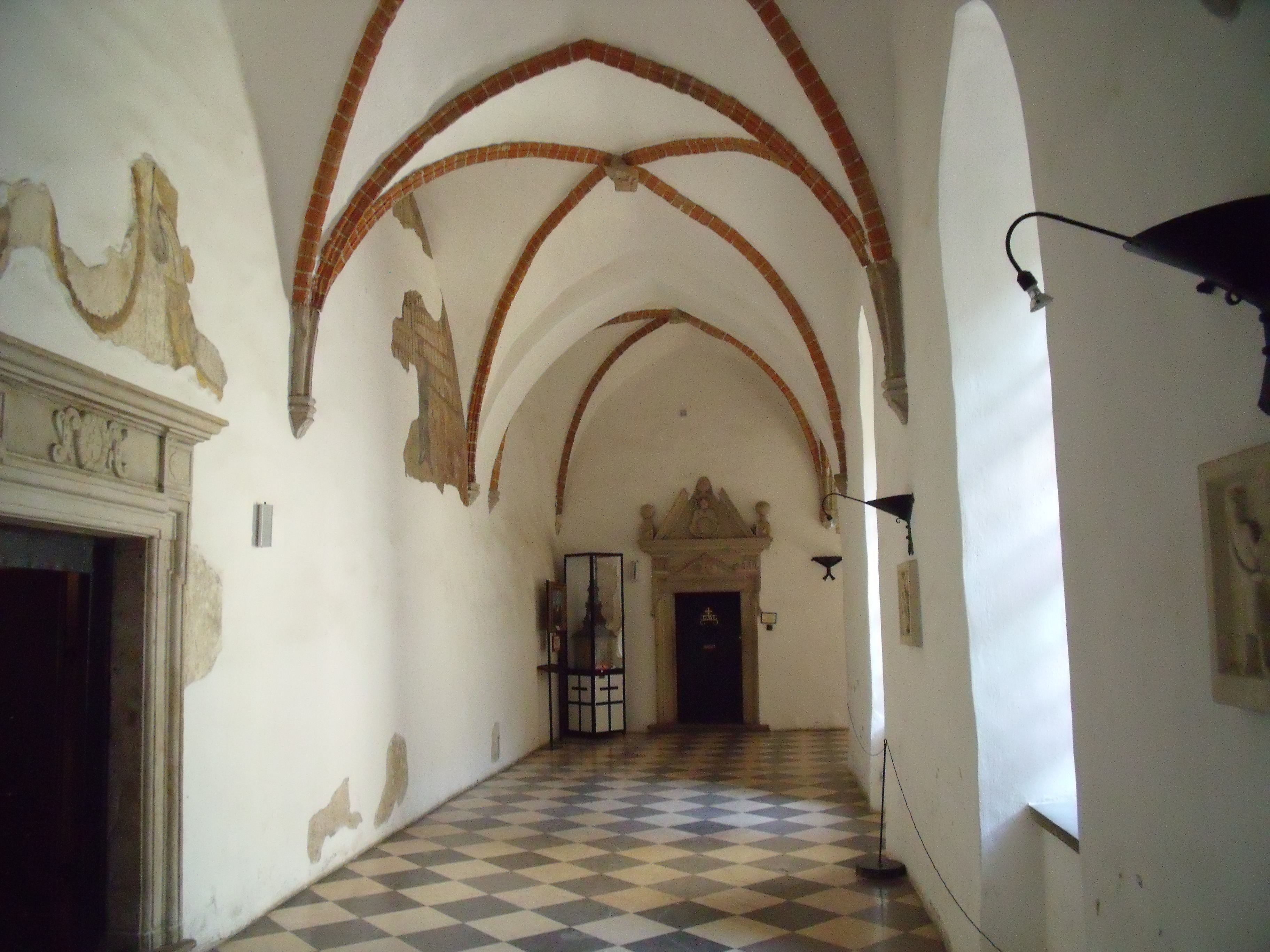
Krużganek gotycki z XV w.

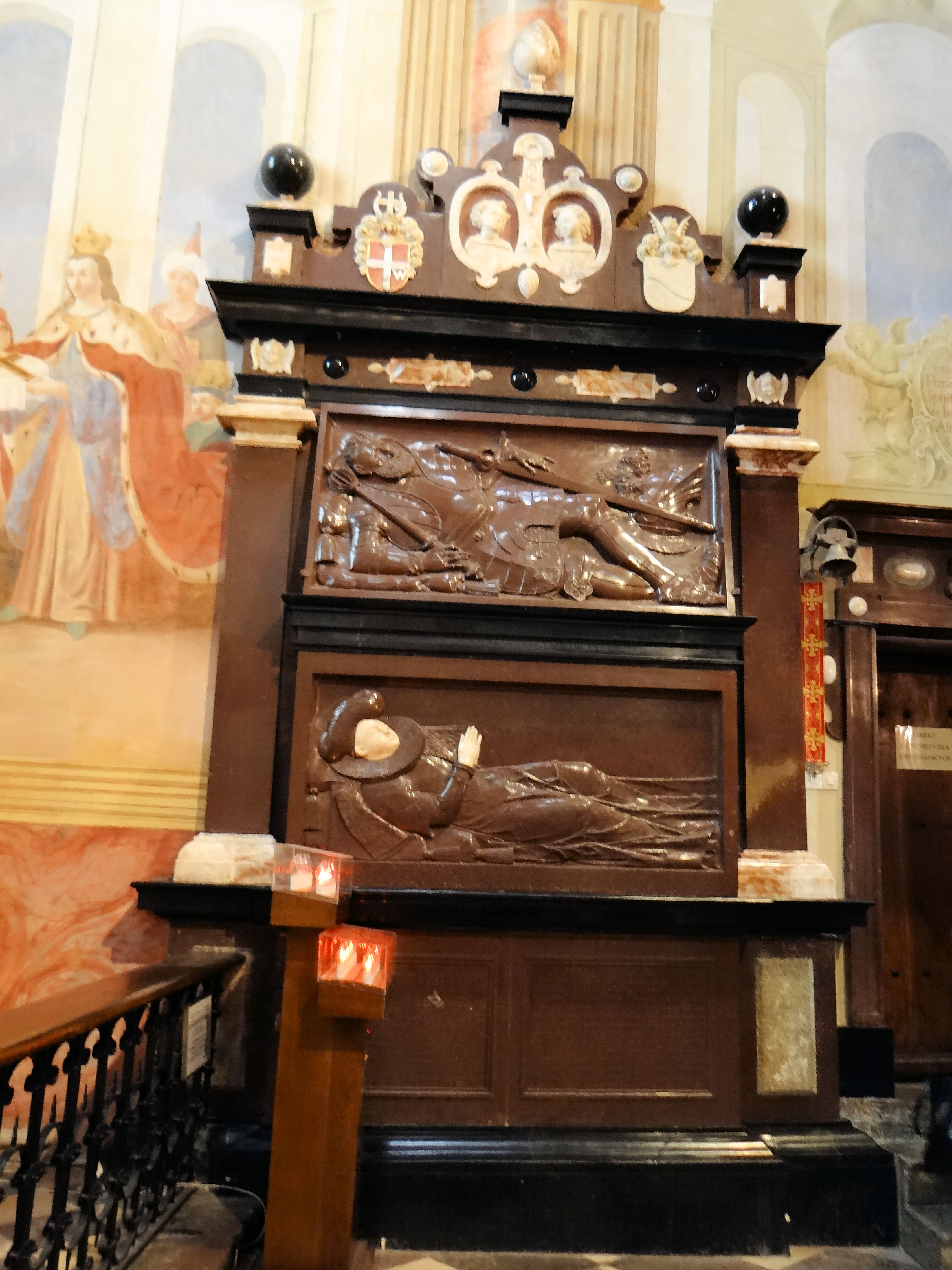
Nagrobek Oleśnickich z XVII w.

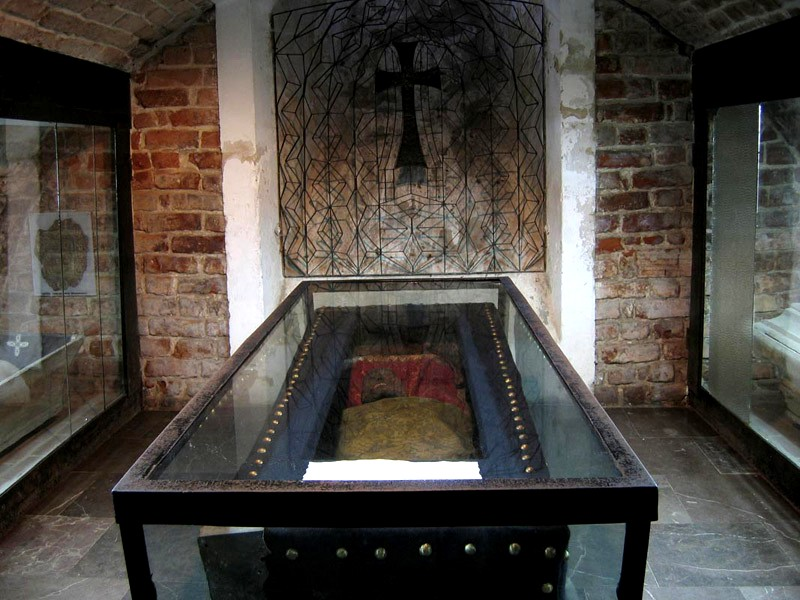
Krypta grobowa kaplicy Oleśnickich – domniemane zwłoki księcia Jeremiego Wiśniowieckiego

- Kościół – obecna późnobarokowa świątynia została zbudowana w latach 1781–1789 wg projektu Józefa Karsznickiego w miejscu dwóch wcześniejszych kościołów. W 1914 roku Austriacy zburzyli wieżę, którą zrekonstruowano w 2014 roku. W niszach znajdują się rzeźby z XVII wieku, pochodzące prawdopodobnie z wcześniejszego kościoła. Wnętrze kościoła ma charakter klasycystyczny.
  - Kaplica Oleśnickich (zwana także Kaplicą Relikwii Krzyża Świętego) z lat 1614–1620 z funduszy Mikołaja Oleśnickiego. Znajdują się w niej od 1723 roku relikwie Krzyża Świętego.
  - Ołtarz główny w stylu klasycystycznym z obrazem św. Trójcy pędzla Franciszka Smuglewicza (1745–1807).
  - Obrazy Franciszka Smuglewicza (św. Józefa, św. Emeryka, św. Scholastyka ze św. Benedyktem).
  - Płyta nagrobna sekretarza królewskiego i opata Michała Maliszewskiego.
  - Portal z marmuru.
  - Stalle z XVIII w.
  - Zakrystia ze sklepieniem kolebkowo-krzyżowym i polichromią ze scenami z życia św. Benedykta. Meble w niej są intarsjowane i zostały ufundowane przez opata Karskiego w 1777 roku.
- Krużganek klasztorny z XV wieku w stylu gotyckim, ozdobiony orłami jagiellońskimi oraz litewską Pogonią i herbem Dębno na zwornikach. Południowym ramieniem biegnie fragment muru romańskiego z XII wieku, będący pozostałością z dawnego kościoła.
- Furta klasztorna z 1643 r. w stylu barokowym.
- Brama wschodnia w stylu barokowym z XVII wieku, pokryta blachą w 1976 r.
- Probostwo szpitalne z XVIII w.

## Zabytkowy zespół
Zespół klasztorny benedyktynów, obecnie oblatów, wpisany do rejestru zabytków nieruchomych (nr rej.: A.440/1-4 z 24.03.1947 i z 23.06.1967):
- kościół pw. Świętego Krzyża z III ćw. XII w., przebudowany w latach 1781–1789 i początku XIX w.,
- klasztor z XV w., przebudowany w XVII i XX w.,
- dzwonnica z końca XVIII w.,
- brama wschodnia z końca XVIII w.,
- teren wzgórza i prehistoryczne wały kamienne.

## Galeria

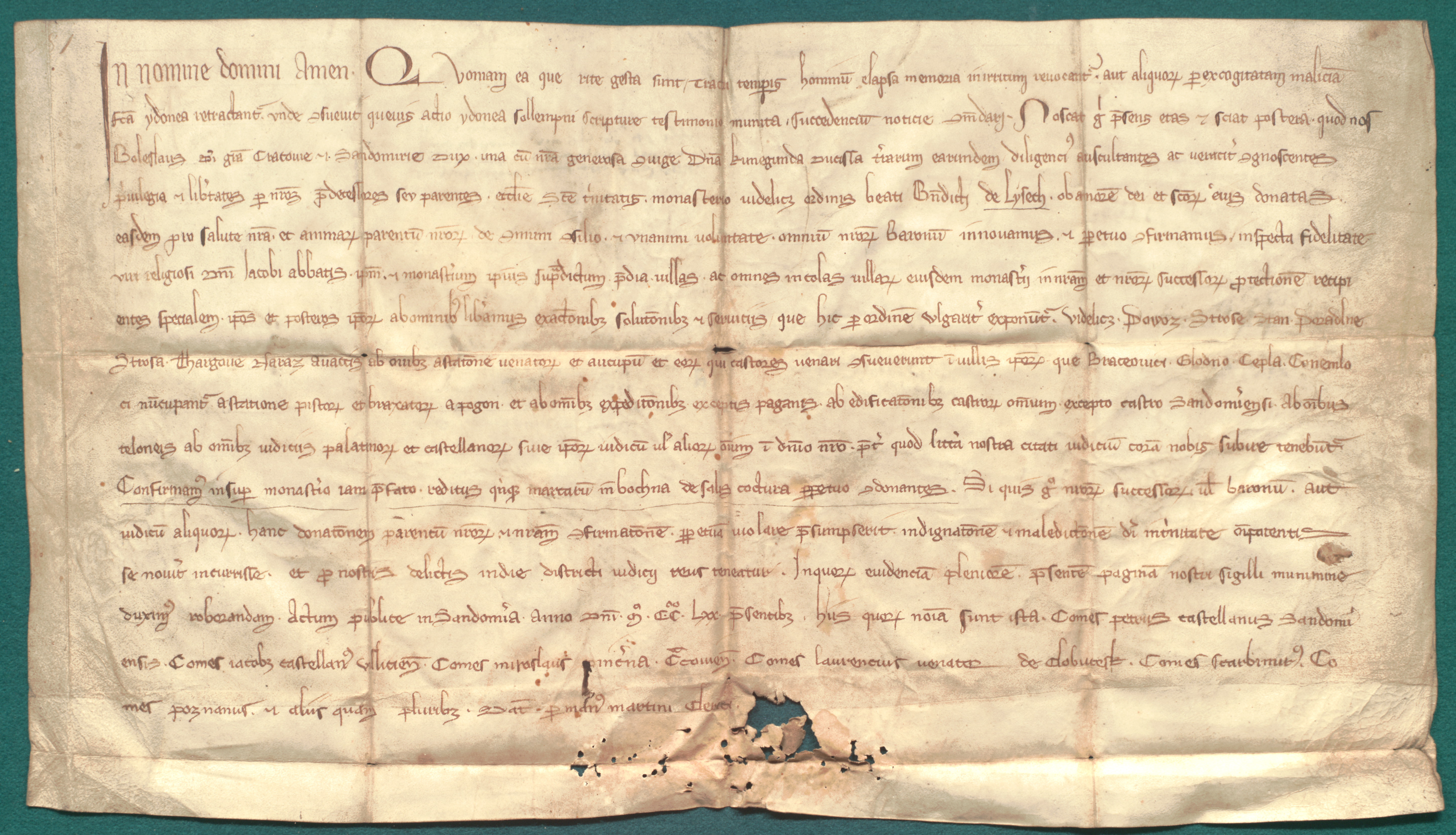
Książę Bolesław Wstydliwy, potwierdza przywileje klasztoru benedyktynów na Łysej Górze w 1270 r.
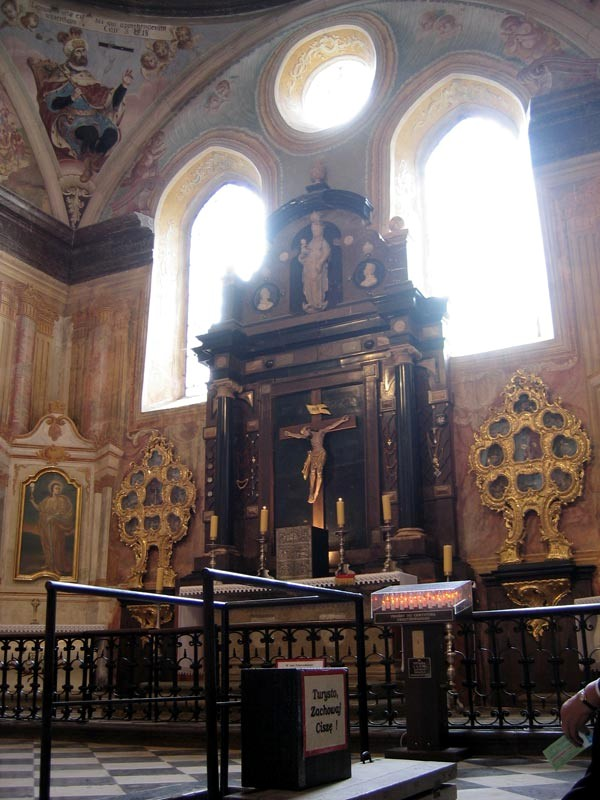
Kaplica Oleśnickich
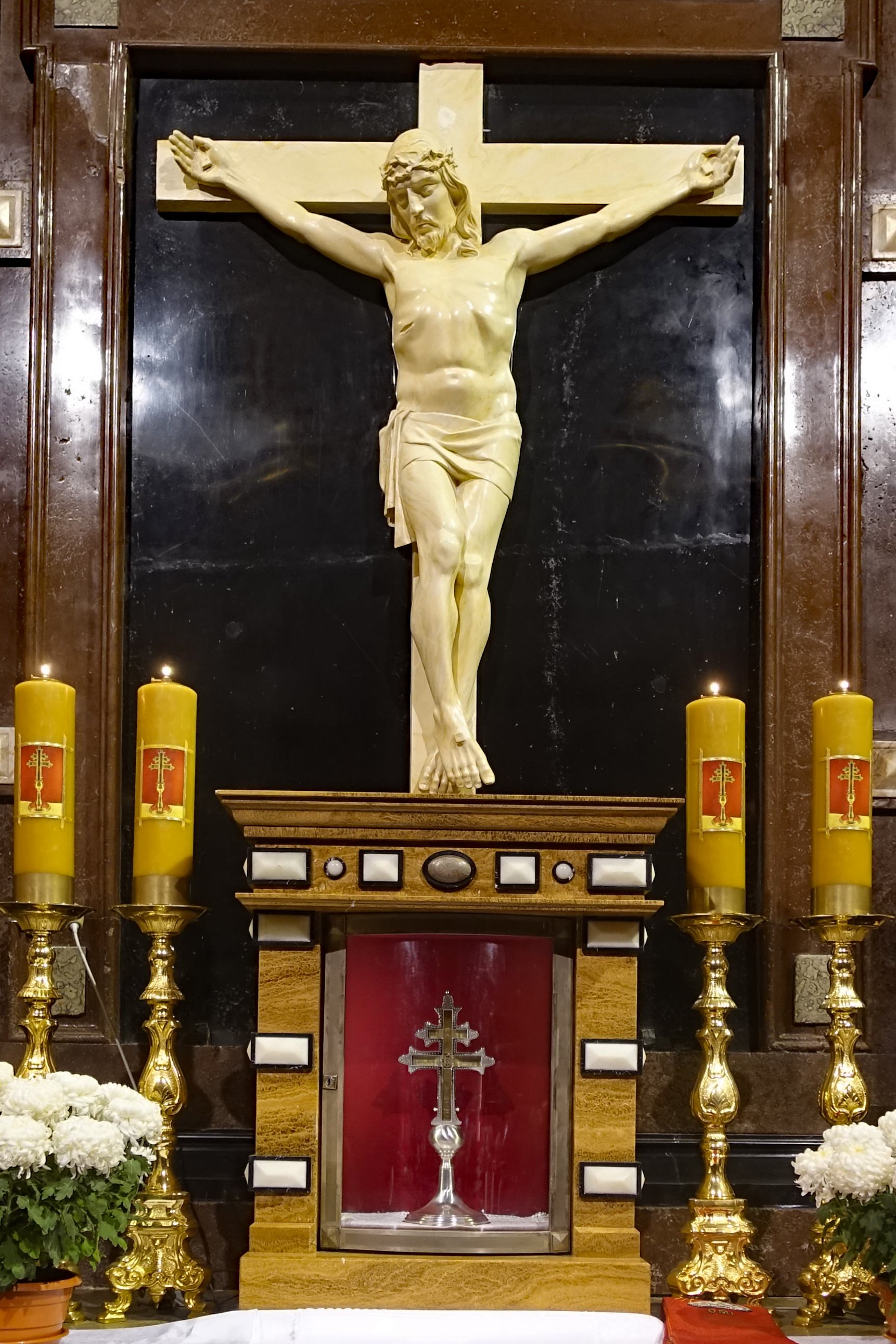
Relikwiarz Krzyża Świętego w Kaplicy Oleśnickich
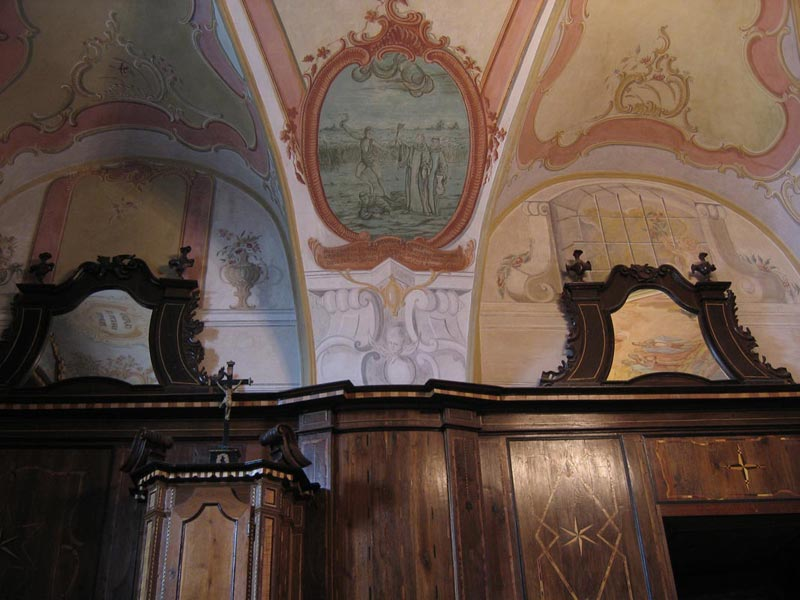
Zakrystia, zdobienia
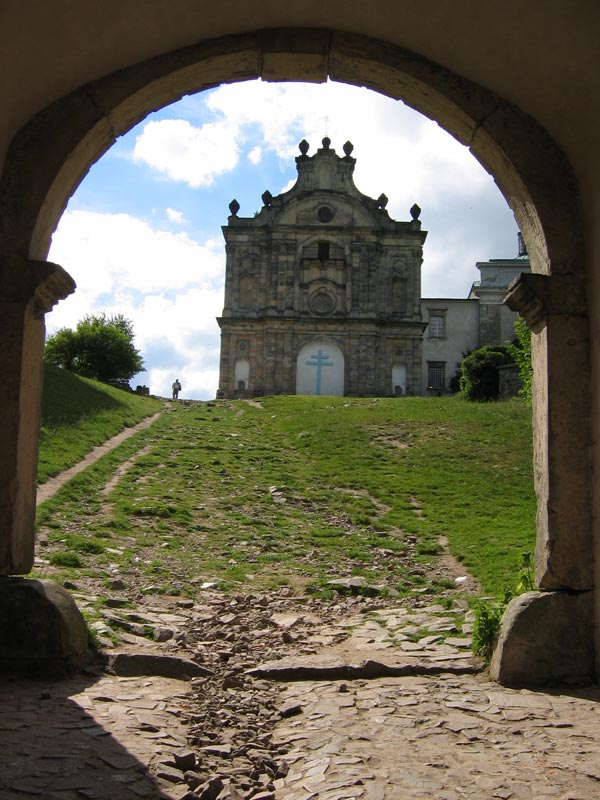
Widok kościoła z bramy wschodniej
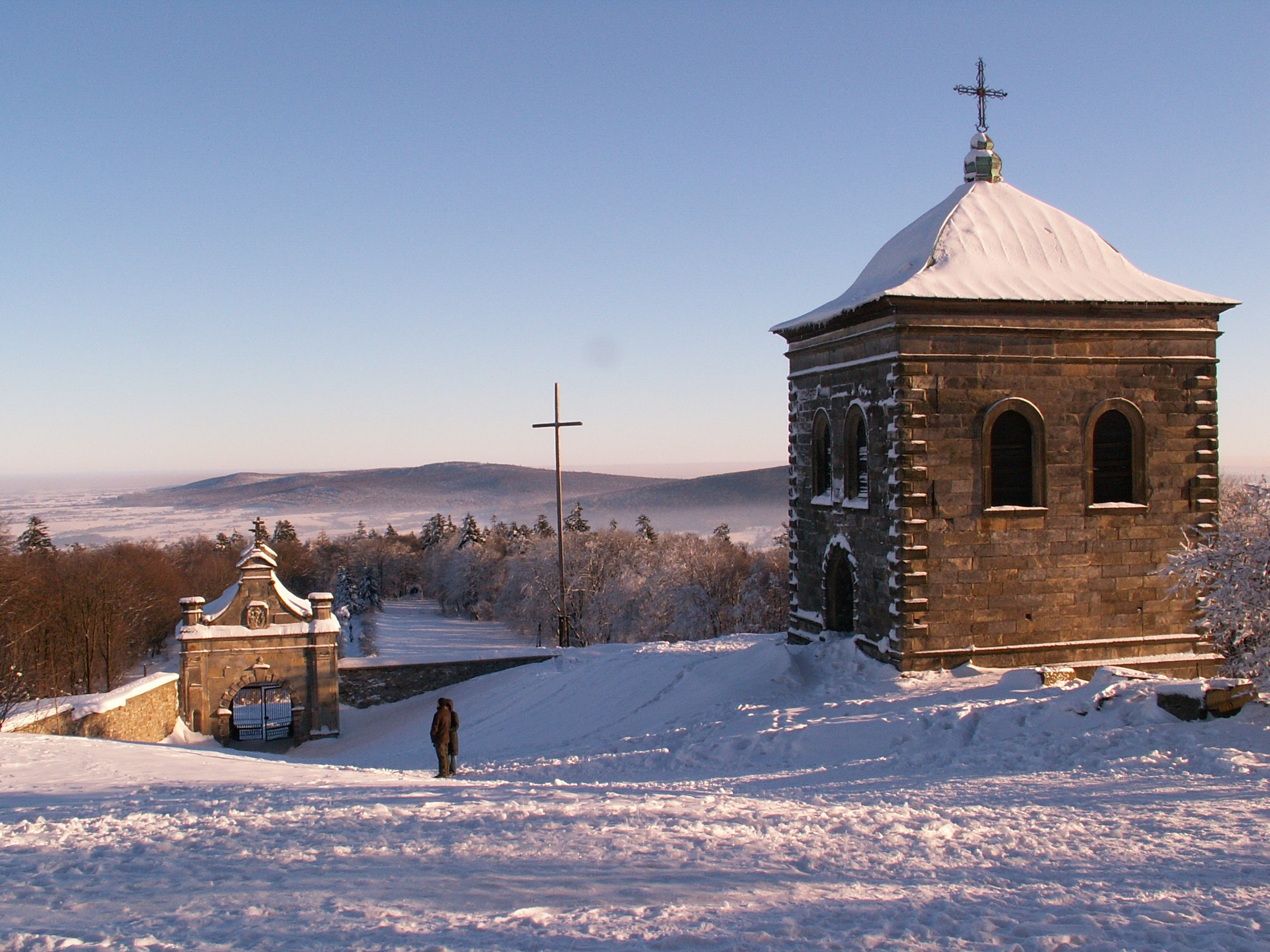
Brama wschodnia i dzwonnica
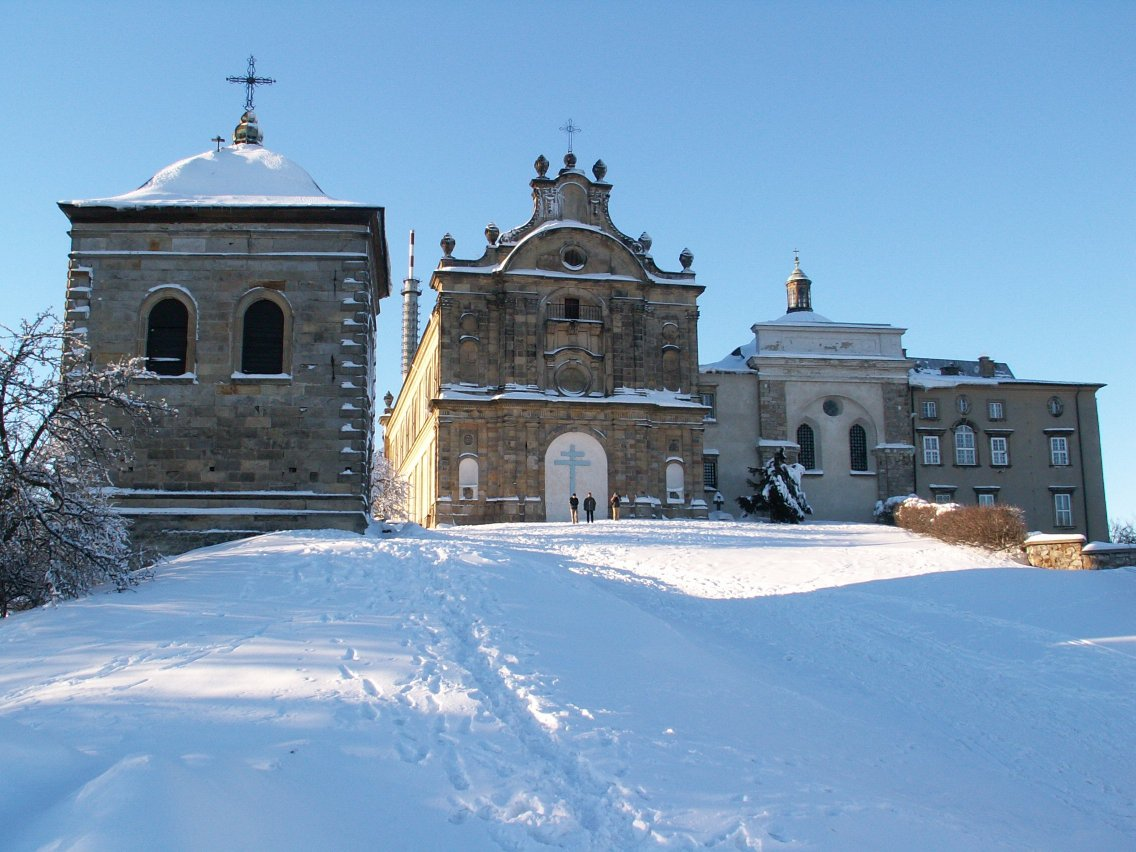
Klasztor zimą
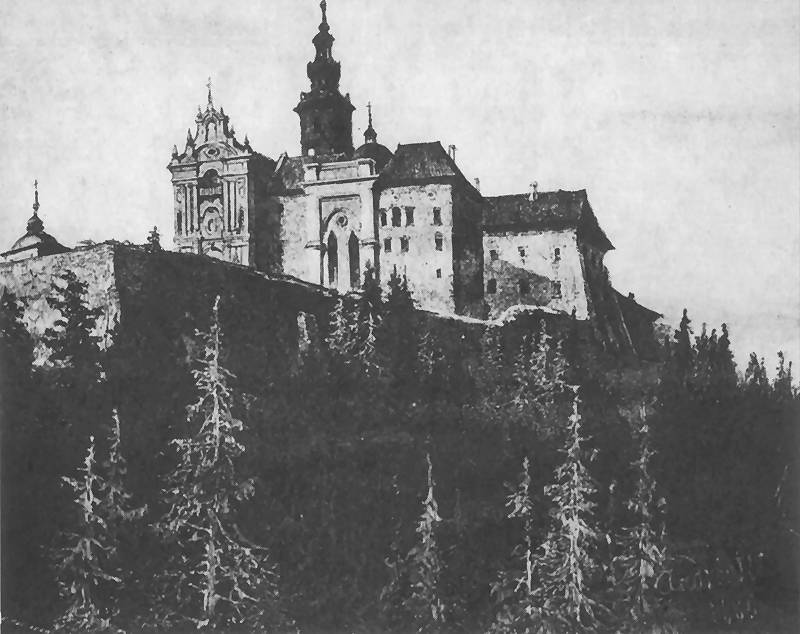
Święty Krzyż – Michał Elwiro Andriolli 1895
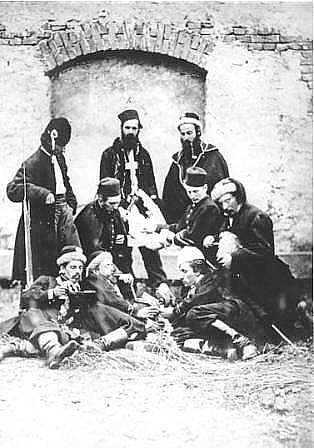
Zdjęcie Żuawów śmierci podczas ich pobytu w Sanktuarium w 1863